# Football Club Internazionale Milano 2013-2014
Questa voce raccoglie le informazioni riguardanti il Football Club Internazionale Milano nelle competizioni ufficiali della stagione 2013-2014.

## Stagione

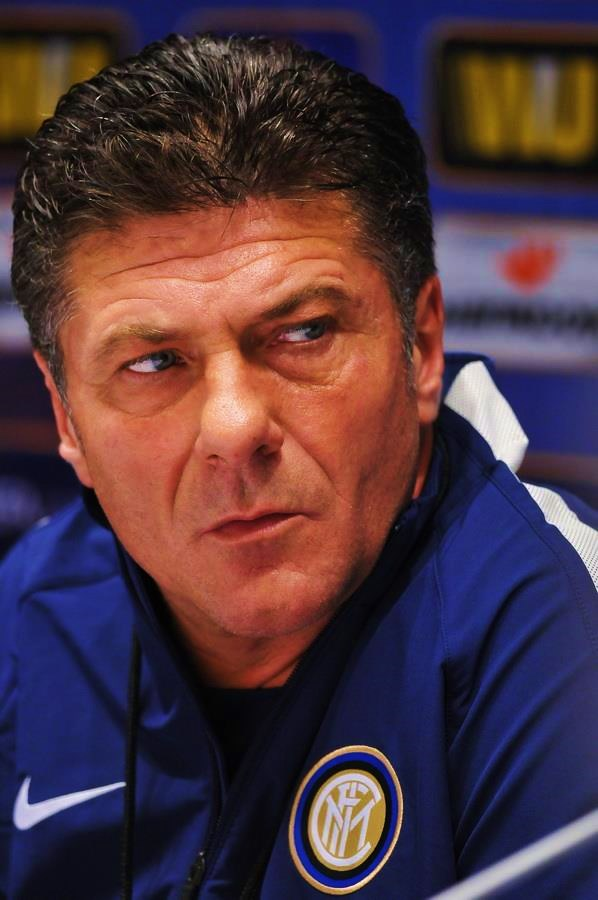
Walter Mazzarri, reduce dall'esperienza con il, viene chiamato alla guida dell'Inter: pur con qualche difficoltà dovuta alla fine della storica proprietà di Massimo Moratti, riuscirà a riportare i nerazzurri in Europa League.

Alla negativa esperienza di Andrea Stramaccioni – culminata con il mancato accesso alle coppe europee – fece seguito l'esonero del tecnico romano, sostituito da Walter Mazzarri. Con una possibile vendita della società sempre più concreta, sul mercato la formazione nerazzurra si liberò di elementi che nella stagione precedente non avevano inciso: Cassano si trasferì al Parma, mentre Silvestre passò al Milan. Inoltre, Schelotto fu ceduto in prestito, mentre Gargano non fu riscattato dal Napoli. I movimenti in entrata videro tra i principali acquisti i difensori Campagnaro e Rolando, il centrocampista Taïder, e le punte Icardi e Belfodil.
Sin dalle prime battute stagionali la squadra mostrò una maggiore compattezza rispetto a quella che aveva chiuso il precedente torneo in nona posizione; al recupero tattico di Jonathan e Nagatomo – entrambi inseriti, in un primo momento, nella lista dei cedibili – fece tuttavia da contraltare l'opaco rendimento di Belfodil, ben presto soppiantato da Icardi. Minore fu invece lo spazio concesso a Milito e Zanetti, i quali tornarono in campo dopo gravi infortuni patiti mesi addietro: l'attaccante realizzò una doppietta nel 7-0 al Sassuolo, marcando ai neroverdi – avversario contro cui l'Inter conseguì la più ampia affermazione esterna della propria storia in Serie A – le uniche reti stagionali. In corsa già dall'autunno per un piazzamento in chiave europea, la squadra interista riaccolse nuovamente il suo capitano: Zanetti, la cui fascia venne indossata pro tempore dal connazionale Cambiasso, riprese a giocare il 9 novembre 2013 all'età di 40 anni e 3 mesi.

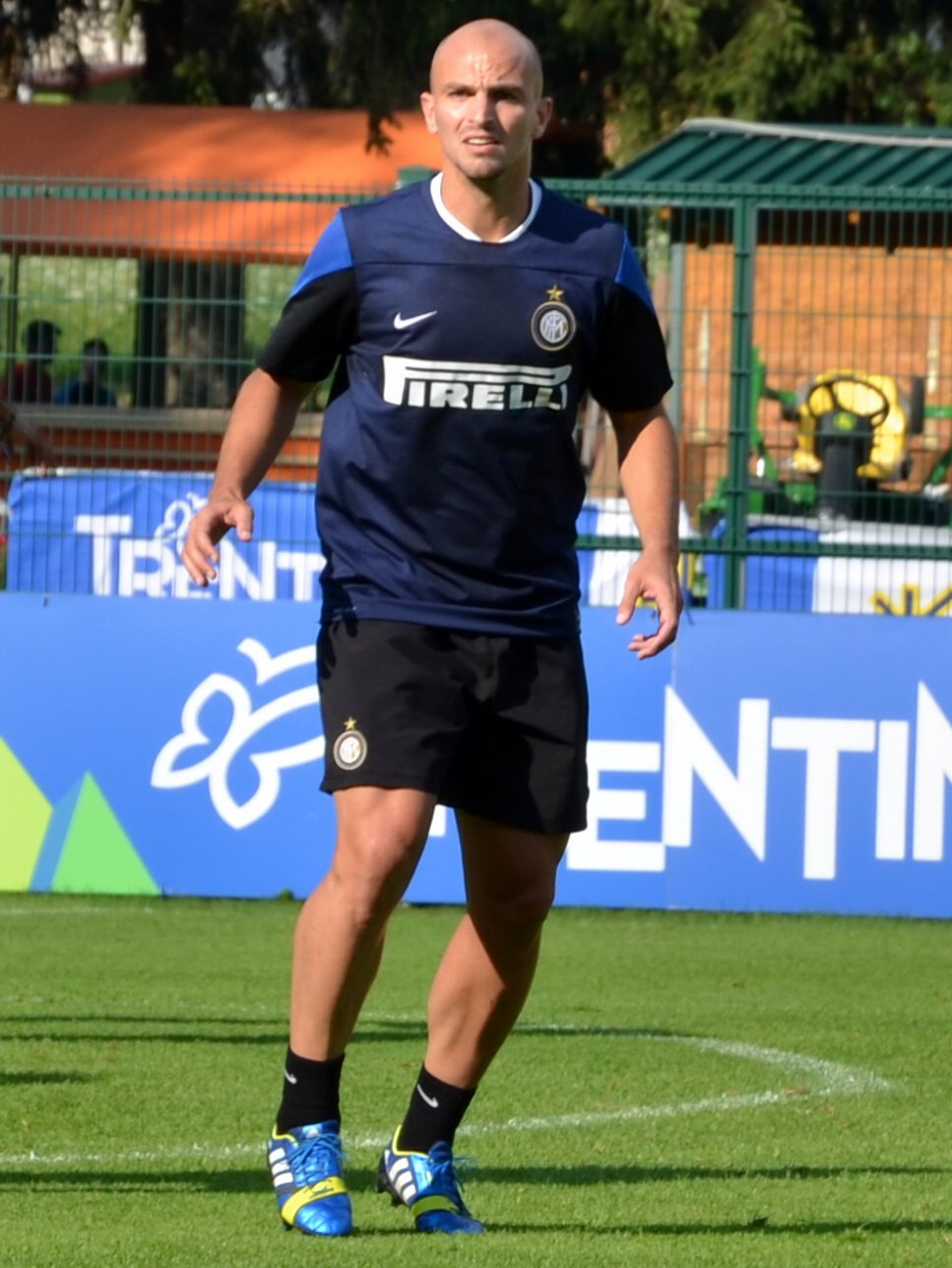
Esteban Cambiasso, investito de facto della fascia di capitano per l'assenza dal campo di Javier Zanetti, lascia l'Inter al termine della stagione; con lui saluta pure il nucleo dei senatori artefice dei successi interisti degli anni 2000.

Le vicende agonistiche s'intrecciarono poi con quelle societarie, complice una svolta storica allorché il presidente Massimo Moratti cedette la maggioranza del pacchetto azionario all'imprenditore indonesiano Erick Thohir: questi divenne il primo proprietario straniero della storia nerazzurra. Sotto il profilo sportivo l'avvio della nuova gestione coincise tuttavia con un calo, tanto che la compagine milanese – parsa in affanno in termini di gioco e risultati – rimase a secco di vittorie nelle prime settimane del 2014, scivolando al sesto posto in classifica. La finestra invernale di mercato aggiunse all'organico il difensore D'Ambrosio e il jolly Hernanes, il cui apporto rivitalizzò le prestazioni della squadra. La discontinuità in fatto di rendimento continuò tuttavia a minare il cammino interista in campionato, con un'agguerrita Fiorentina a contendere il quarto posto agli uomini di Mazzarri.
A livello statistico il 5 aprile 2014, nella gara contro il Bologna, venne interrotta la striscia di 33 partite consecutive senza l'assegnazione di un calcio di rigore a favore della squadra nerazzurra, ovvero dalla gara contro la Lazio dell'8 maggio 2013 della stagione precedente.
Con il distacco dai viola resosi incolmabile, pur a fronte della vittoria in entrambi gli scontri diretti, l'Inter raggiunse aritmeticamente la quinta posizione con una giornata d'anticipo. L'incontro coincise col saluto ai tifosi di Zanetti, il quale aveva appena annunciato il proprio ritiro dall'agonismo: l'ultima apparizione ufficiale del capitano avvenne a Verona, rappresentando anche il congedo dei connazionali Samuel, Cambiasso e Milito. Sul campo di un già salvo Chievo i nerazzurri persero 2-1, con la rimonta degli scaligeri compiuta da una doppietta dell'ex Obinna. L'ingresso in Europa League – con la qualificazione all'ultimo turno preliminare – valse la conferma di Mazzarri, riscontrando la perplessità dei sostenitori.

## Divise e sponsor
Gli sponsor della stagione 2013-14 furono Nike (tecnico) e Pirelli (ufficiale). La divisa casalinga presentava bande leggermente più strette rispetto all'anno precedente, mentre l'azzurro divenne di una tonalità più scura e tendente al blu. Il colletto delle maglie fu «alla coreana», risultando più piccolo e rotondo nonché di colore nero; identica tonalità fu quella di pantaloncini e calzettoni, entrambi con bande azzurre (rispettivamente lungo i lati e nella parte posteriore). Il completo da trasferta era invece bianco, con colletto azzurro e bande nerazzurre lungo le maniche della maglia; calzoncini e calzettoni erano a loro volta bianchi, presentando un bordo azzurro sui lati (i primi) e bande dei colori tradizionali sul retro (gli altri).
Infine, come terza divisa venne confermata quella della stagione passata.
| Casa | Trasferta | Terza divisa | 1ª portiere | 2ª portiere | 3ª portiere |

## Organigramma societario
Area direttiva
- Presidente: Massimo Moratti, poi Erick Thohir[42]
- Presidente onorario: Massimo Moratti[42]
- Vicepresidenti: Angelomario Moratti, Rinaldo Ghelfi
- Direttore artistico: Milly Moratti
- Consiglio di Amministrazione: Erick Thohir, Rosan Roeslani, Handy Soetedjo, Thomas Shreve, Hioe Isenta, Angelomario Moratti, Rinaldo Ghelfi, Alberto Manzonetto[42][43]
- Collegio sindacale. Sindaci Effettivi: Giovanni Luigi Camera, Fabrizio Colombo, Alberto Usuelli
- Direttore Generale: Marco Fassone
- Assistente del Presidente: Stefano Filucchi
- Segretaria di Presidenza: Monica Volpi
- Direttore del Personale: Sergio Zanetta
- Team Manager: Iván Córdoba
- Direttore Settore Giovanile: Roberto Samaden
- Responsabile Area Ricerca e Selezione Sett. Giovanile: Pierluigi Casiraghi
- Responsabile Organizzativo Settore Giovanile: Alberto Celario
- Direttore Organizzativo & Segretario Generale: Umberto Marino
- Direttore Amministrazione: Paolo Pessina

Area organizzativa
- Responsabile ufficio legale: Francesca Muttini
- Chief Operating Officer: Pierfrancesco Barletta

Area comunicazione
- Responsabile comunicazione istituzionale: Susanna Wermelinger
- Responsabile comunicazione sportiva: Edoardo Caldara
- Direttore responsabile Inter Channel: Roberto Scarpini
- Capo Ufficio stampa: Leo Picchi
- Responsabile Rapporti con la Stampa: Luigi Crippa
- Ufficio Stampa: Daria Nicoli, Andreina Renna, Davide Civoli
- Responsabile Information Technology: Giovanni Valerio
- Presidente Onorario Inter Club: Bedy Moratti
- Responsabile Centro Coordinamento Inter Club: Sergio Spairani

Area tecnica
- Direttore area tecnica: Marco Branca[44]
- Direttore sportivo: Piero Ausilio
- Allenatore: Walter Mazzarri
- Viceallenatore: Nicolò Frustalupi
- Collaboratore tecnico: Giuseppe Baresi
- Collaboratore tecnico: Luca Vigiani
- Preparatore atletico: Giuseppe Pondrelli
- Allenatori portieri: Nunzio Papale, Adriano Bonaiuti
- Match analyst: Michele Salzarulo
- Consulente tecnico: Gianfranco Bedin

Area sanitaria
- Direttore area medica: Franco Combi
- Medico: Giorgio Panico
- Preparatori di recupero: Andrea Scannavino, Maurizio Fanchini
- Massofisioterapisti: Marco Dellacasa, Massimo Dellacasa, Luigi Sessolo
- Terapisti della riabilitazione: Andrea Galli, Alberto Galbiati

## Rosa

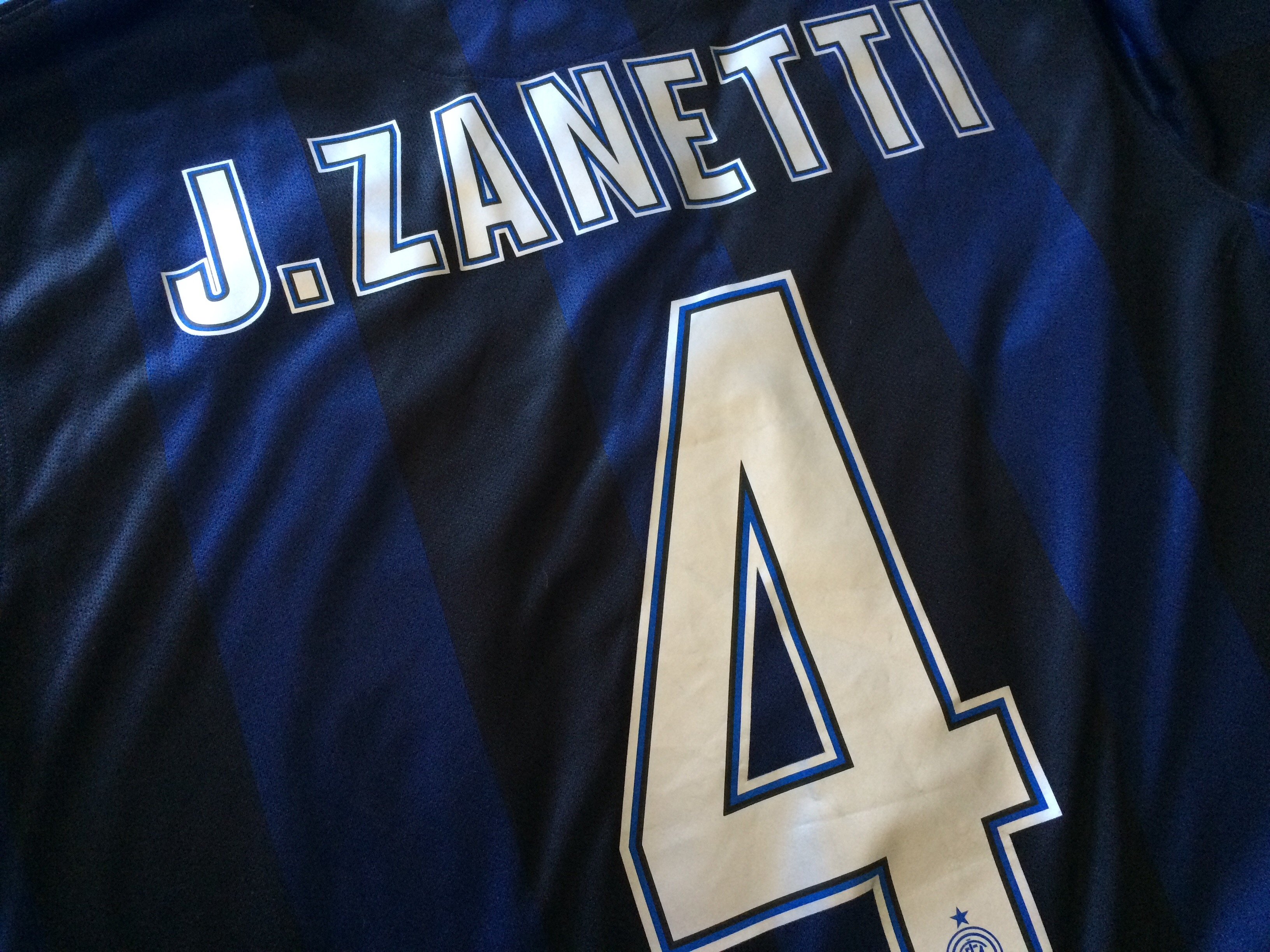
L'ultima maglia della carriera interista di Javier Zanetti, che lascia il club dopo 19 anni: lo storico numero 4 indossato dal capitano dei nerazzurri per ben 19 stagioni sarà in seguito ritirato.

Rosa e numerazione aggiornate al termine della stagione.
| N. |                      | Ruolo | Calciatore                        |
| -- | -------------------- | ----- | --------------------------------- |
| 1  | Slovenia (bandiera)  | P     | Samir Handanovič                  |
| 2  | Brasile (bandiera)   | D     | Jonathan                          |
| 4  | Argentina (bandiera) | D     | Javier Zanetti (capitano)         |
| 5  | Brasile (bandiera)   | D     | Juan Jesus                        |
| 6  | Italia (bandiera)    | D     | Marco Andreolli                   |
| 7  | Algeria (bandiera)   | A     | Ishak Belfodil                    |
| 8  | Argentina (bandiera) | A     | Rodrigo Palacio                   |
| 9  | Argentina (bandiera) | A     | Mauro Icardi                      |
| 10 | Croazia (bandiera)   | C     | Mateo Kovačić                     |
| 11 | Argentina (bandiera) | C     | Ricky Álvarez                     |
| 12 | Italia (bandiera)    | P     | Luca Castellazzi                  |
| 13 | Colombia (bandiera)  | C     | Fredy Guarín                      |
| 14 | Argentina (bandiera) | D     | Hugo Campagnaro                   |
| 16 | Belgio (bandiera)    | C     | Gaby Mudingayi                    |
| 17 | Serbia (bandiera)    | C     | Zdravko Kuzmanović                |
| 18 | Brasile (bandiera)   | D     | Wallace                           |
| 19 | Argentina (bandiera) | C     | Esteban Cambiasso (vice capitano) |
| 20 | Argentina (bandiera) | A     | Rubén Botta                       |
| 21 | Algeria (bandiera)   | C     | Saphir Taïder                     |
| 22 | Argentina (bandiera) | A     | Diego Milito                      |
| 23 | Italia (bandiera)    | D     | Andrea Ranocchia                  |
| 25 | Argentina (bandiera) | D     | Walter Samuel                     |

| N. |                       | Ruolo | Calciatore         |
| -- | --------------------- | ----- | ------------------ |
| 26 | Romania (bandiera)    | D     | Cristian Chivu     |
| 28 | Romania (bandiera)    | A     | George Pușcaș      |
| 29 | Italia (bandiera)     | D     | Nicolò Di Stefano  |
| 30 | Argentina (bandiera)  | P     | Juan Pablo Carrizo |
| 31 | Uruguay (bandiera)    | D     | Álvaro Pereira     |
| 33 | Italia (bandiera)     | D     | Danilo D'Ambrosio  |
| 34 | Italia (bandiera)     | C     | Andrea Mira        |
| 35 | Portogallo (bandiera) | D     | Rolando            |
| 43 | Italia (bandiera)     | D     | Lorenzo Paramatti  |
| 44 | Italia (bandiera)     | C     | Lorenzo Tassi      |
| 45 | Italia (bandiera)     | P     | Luca Maniero       |
| 47 | Italia (bandiera)     | A     | Alessandro Capello |
| 50 | Italia (bandiera)     | C     | Gennaro Acampora   |
| 54 | Ghana (bandiera)      | D     | Isaac Donkor       |
| 55 | Giappone (bandiera)   | D     | Yūto Nagatomo      |
| 59 | Italia (bandiera)     | D     | Fabio Eguelfi      |
| 77 | Kenya (bandiera)      | C     | McDonald Mariga    |
| 88 | Brasile (bandiera)    | C     | Hernanes           |
| 90 | Danimarca (bandiera)  | C     | Patrick Olsen      |
| 94 | Perù (bandiera)       | A     | Andy Polo          |
| 95 | Italia (bandiera)     | D     | Stefano Dalla Riva |
| 97 | Italia (bandiera)     | A     | Federico Bonazzoli |

## Calciomercato

### Sessione estiva(dal 1/7 al 2/9)
| Acquisti | Acquisti           | Acquisti             | Acquisti                          |
| R.       | Nome               | da                   | Modalità                          |
| -------- | ------------------ | -------------------- | --------------------------------- |
| P        | Francesco Bardi    | Novara               | fine prestito                     |
| P        | Luca Maniero       | Padova               | prestito                          |
| D        | Marco Andreolli    | Chievo               | svincolato                        |
| D        | Simone Benedetti   | Spezia               | fine prestito                     |
| D        | Luca Caldirola     | Brescia              | fine prestito                     |
| D        | Hugo Campagnaro    | Napoli               | svincolato                        |
| D        | Giulio Donati      | Grosseto             | fine prestito                     |
| D        | Simone Pecorini    | Empoli               | fine prestito                     |
| D        | Rolando            | Porto                | prestito                          |
| D        | Wallace            | Chelsea              | prestito                          |
| C        | Rubén Botta        | Tigre                | definitivo (0 €)                  |
| C        | Alfred Duncan      | Livorno              | fine prestito                     |
| C        | Diego Laxalt       | Defensor             | definitivo (3,5 milioni €)        |
| C        | McDonald Mariga    | Parma                | fine prestito                     |
| C        | Andrea Romanò      | Prato                | fine prestito                     |
| C        | Saphir Taïder      | Bologna              | compartecipazione (5,5 milioni €) |
| C        | Luca Tremolada     | Como                 | fine prestito                     |
| A        | Denis Alibec       | Viitorul Costanza    | fine prestito                     |
| A        | Ishak Belfodil     | Parma                | compartecipazione (7,5 milioni €) |
| A        | Alessandro Capello | Bologna              | compartecipazione                 |
| A        | Mauro Icardi       | Sampdoria            | definitivo (13 milioni €)         |
| A        | Samuele Longo      | Espanyol             | fine prestito                     |
| A        | Tidjane Baldé      | Imortal de Albufeira | definitivo                        |

| Cessioni | Cessioni            | Cessioni         | Cessioni                      |
| R.       | Nome                | a                | Modalità                      |
| -------- | ------------------- | ---------------- | ----------------------------- |
| P        | Francesco Bardi     | Livorno          | prestito                      |
| P        | Vid Belec           | Olhanense        | prestito                      |
| P        | Raffaele Di Gennaro | Cittadella       | prestito                      |
| D        | Matteo Bianchetti   | Verona           | compartecipazione             |
| D        | Cristiano Biraghi   | Cittadella       | compartecipazione             |
| D        | Cristiano Biraghi   | Catania          | prestito                      |
| D        | Simone Benedetti    | Padova           | prestito                      |
| D        | Luca Caldirola      | Werder Brema     | definitivo (3 milioni €)      |
| D        | Giulio Donati       | Bayer Leverkusen | definitivo (3 milioni €)      |
| D        | Marco Ferrara       | Pergolettese     | compartecipazione             |
| D        | Ibrahima Mbaye      | Livorno          | prestito                      |
| D        | Simone Pasa         | Varese           | prestito                      |
| D        | Simone Pecorini     | Cittadella       | prestito                      |
| D        | Matías Silvestre    | Milan            | prestito                      |
| D        | Lukas Spendlhofer   | Varese           | prestito                      |
| C        | Rodrigo Alborno     | Cittadella       | prestito                      |
| C        | Marco Benassi       | Livorno          | prestito                      |
| C        | Daniel Bessa        | Olhanense        | prestito                      |
| C        | Rubén Botta         | Livorno          | prestito                      |
| C        | Alfred Duncan       | Livorno          | prestito                      |
| C        | Davide Faraoni      | Udinese          | risoluzione compartecipazione |
| C        | Walter Gargano      | Napoli           | fine prestito                 |
| C        | Diego Laxalt        | Bologna          | prestito                      |
| C        | Joel Obi            | Parma            | prestito                      |
| C        | Nwankwo Obiora      | Parma            | risoluzione compartecipazione |
| C        | Andrea Romanò       | Bologna          | compartecipazione             |
| C        | Ezequiel Schelotto  | Sassuolo         | prestito                      |
| C        | Dejan Stanković     |                  | fine carriera                 |
| C        | Alen Stevanović     | Torino           | risoluzione compartecipazione |
| C        | Luca Tremolada      | Varese           | compartecipazione             |
| A        | Denis Alibec        | Bologna          | prestito                      |
| A        | Niccolò Belloni     | Modena           | prestito                      |
| A        | Antonio Cassano     | Parma            | prestito                      |
| A        | Francesco Forte     | Pisa             | compartecipazione             |
| A        | Luca Garritano      | Cesena           | compartecipazione             |
| A        | Samuele Longo       | Verona           | prestito                      |
| A        | Tommaso Rocchi      | Padova           | definitivo (0 €)              |
| A        | Tidjane Baldé       | Modena           | prestito                      |

### Sessione invernale(dal 3/1 al 31/1)
| Acquisti | Acquisti           | Acquisti         | Acquisti                                          |
| R.       | Nome               | da               | Modalità                                          |
| -------- | ------------------ | ---------------- | ------------------------------------------------- |
| D        | Danilo D'Ambrosio  | Torino           | definitivo                                        |
| D        | Simone Pasa        | Varese           | fine prestito                                     |
| C        | Hernanes           | Lazio            | definitivo (18 milioni €) più bonus (2 milioni €) |
| C        | Ezequiel Schelotto | Sassuolo         | fine prestito                                     |
| A        | Andy Polo          | Univ. San Martín | definitivo                                        |
| A        | Rubén Botta        | Livorno          | fine prestito                                     |
| A        | Samuele Longo      | Verona           | fine prestito                                     |

| Cessioni | Cessioni           | Cessioni       | Cessioni                                     |
| R.       | Nome               | a              | Modalità                                     |
| -------- | ------------------ | -------------- | -------------------------------------------- |
| D        | Cristian Chivu     |                | fine carriera                                |
| D        | Simone Pasa        | Padova         | prestito                                     |
| D        | Álvaro Pereira     | San Paolo      | prestito con diritto di riscatto (7 milioni) |
| C        | Patrick Olsen      | Strømsgodset   | prestito                                     |
| C        | Ezequiel Schelotto | Parma          | prestito                                     |
| A        | Ishak Belfodil     | Livorno        | prestito                                     |
| A        | Samuele Longo      | Rayo Vallecano | prestito                                     |

## Risultati

### Serie A

#### Girone di andata
| Arbitro: | Guida (Torre Annunziata) |

|                            |           |  |
| Nagatomo 75’ Palacio 90+2’ | Marcatori |  |

| Arbitro: | Damato (Barletta) |

|  |           |                                      |
|  | Marcatori | 19’ Palacio 56’ Nagatomo 80’ Álvarez |

| Arbitro: | Orsato (Schio) |

|            |           |           |
| Icardi 73’ | Marcatori | 75’ Vidal |

| Arbitro: | Russo (Nola) |

|  |           |                                                                                   |
|  | Marcatori | 7’ Palacio 23’ Taïder 33’ (aut.) Pucino 53’ Álvarez 63’, 83’ Milito 74’ Cambiasso |

| Arbitro: | Valeri (Roma 2) |

|                            |           |                  |
| Cambiasso 72’ Jonathan 83’ | Marcatori | 60’ (rig.) Rossi |

| Arbitro: | Rocchi (Firenze) |

|                |           |            |
| Nainggolan 83’ | Marcatori | 75’ Icardi |

| Arbitro: | Tagliavento (Terni) |

|  |           |                                    |
|  | Marcatori | 18’, 40’ (rig.) Totti 44’ Florenzi |

| Arbitro: | Doveri (Roma 1) |

|                                       |           |                               |
| Farnerud 21’ Immobile 53’ Bellomo 90’ | Marcatori | 45+1’ Guarín 55’, 71’ Palacio |

| Arbitro: | Celi (Bari) |

|                                                       |           |                         |
| Moras 9’ (aut.) Palacio 12’ Cambiasso 38’ Rolando 56’ | Marcatori | 32’ Martinho 71’ Rômulo |

| Arbitro: | Rizzoli (Bologna) |

|           |           |             |
| Denis 25’ | Marcatori | 16’ Álvarez |

| Arbitro: | Massa (Imperia) |

|  |           |                                         |
|  | Marcatori | 25’ Palacio 29’ Ranocchia 90+1’ Álvarez |

| Arbitro: | Peruzzo (Schio) |

|                                 |           |  |
| Bardi 30’ (aut.) Nagatomo 90+1’ | Marcatori |  |

| Arbitro: | Banti (Livorno) |

|          |           |              |
| Kone 12’ | Marcatori | 51’ Jonathan |

| Arbitro: | Russo (Nola) |

|            |           |           |
| Guarín 18’ | Marcatori | 89’ Renan |

| Arbitro: | Valeri (Roma 2) |

|                             |           |                               |
| Palacio 44’, 54’ Guarín 56’ | Marcatori | 11’, 59’ Sansone 45+1’ Parolo |

| Arbitro: | Tagliavento (Terni) |

|                                                  |           |                              |
| Higuaín 9’ Mertens 39’ Džemaili 41’ Callejón 81’ | Marcatori | 35’ Cambiasso 45+2’ Nagatomo |

| Arbitro: | Mazzoleni (Bergamo) |

|             |           |  |
| Palacio 86’ | Marcatori |  |

| Arbitro: | Damato (Barletta) |

|           |           |  |
| Klose 81’ | Marcatori |  |

| Arbitro: | Tommasi (Bassano del Grappa) |

|              |           |             |
| Nagatomo 12’ | Marcatori | 8’ Paloschi |

#### Girone di ritorno
| Arbitro: | Rizzoli (Bologna) |

|               |           |  |
| Antonelli 83’ | Marcatori |  |

| Milano 26 gennaio 2014, ore 15:00 21ª giornata | Inter               | 0 – 0 referto | Catania | Stadio Giuseppe Meazza (35.007 spett.)\| Arbitro: \| De Marco (Chiavari) \| |
| Arbitro:                                       | De Marco (Chiavari) |               |         |                                                                             |

| Arbitro: | Rocchi (Firenze) |

|                                          |           |             |
| Lichtsteiner 15’ Chiellini 47’ Vidal 55’ | Marcatori | 71’ Rolando |

| Arbitro: | Peruzzo (Schio) |

|            |           |  |
| Samuel 48’ | Marcatori |  |

| Arbitro: | Damato (Barletta) |

|              |           |                        |
| Cuadrado 46’ | Marcatori | 34’ Palacio 65’ Icardi |

| Arbitro: | Russo (Nola) |

|             |           |                    |
| Rolando 52’ | Marcatori | 40’ (rig.) Pinilla |

| Roma 1º marzo 2014, ore 20:45 26ª giornata | Roma              | 0 – 0 referto | Inter | Stadio Olimpico (37.464 spett.)\| Arbitro: \| Bergonzi (Genova) \| |
| Arbitro:                                   | Bergonzi (Genova) |               |       |                                                                    |

| Arbitro: | Calvarese (Teramo) |

|             |           |  |
| Palacio 30’ | Marcatori |  |

| Arbitro: | Banti (Livorno) |

|  |           |                          |
|  | Marcatori | 13’ Palacio 63’ Jonathan |

| Arbitro: | Giacomelli (Trieste) |

|            |           |                      |
| Icardi 36’ | Marcatori | 35’, 90’ Bonaventura |

| Milano 27 marzo 2014, ore 20:45 30ª giornata | Inter               | 0 – 0 referto | Udinese | Stadio Giuseppe Meazza (36.840 spett.)\| Arbitro: \| Gervasoni (Mantova) \| |
| Arbitro:                                     | Gervasoni (Mantova) |               |         |                                                                             |

| Arbitro: | Calvarese (Teramo) |

|                           |           |                            |
| Paulinho 54’ Emeghara 85’ | Marcatori | 37’ Hernanes 45+1’ Palacio |

| Arbitro: | Mazzoleni (Bergamo) |

|                |           |                        |
| Icardi 6’, 62’ | Marcatori | 35’ Cristaldo 71’ Kone |

| Arbitro: | Valeri (Roma 2) |

|  |           |                                        |
|  | Marcatori | 13’, 63’ Icardi 60’ Samuel 79’ Palacio |

| Arbitro: | Rocchi (Firenze) |

|  |           |                        |
|  | Marcatori | 48’ Rolando 89’ Guarín |

| Milano 26 aprile 2014, ore 20:45 35ª giornata | Inter             | 0 – 0 referto | Napoli | Stadio Giuseppe Meazza (47.119 spett.)\| Arbitro: \| Rizzoli (Bologna) \| |
| Arbitro:                                      | Rizzoli (Bologna) |               |        |                                                                           |

| Arbitro: | Bergonzi (Genova) |

|             |           |  |
| de Jong 65’ | Marcatori |  |

| Arbitro: | Massa (Imperia) |

|                                         |           |          |
| Palacio 7’, 37’ Icardi 34’ Hernanes 79’ | Marcatori | 2’ Biava |

| Arbitro: | Manganiello (Pinerolo) |

|                 |           |               |
| Obinna 73’, 90’ | Marcatori | 41’ Andreolli |

### Coppa Italia

#### Turni preliminari
| Arbitro: | Irrati (Pistoia) |

|                                                    |           |  |
| Jonathan 17’ Palacio 30’ (rig.), 59’ Ranocchia 63’ | Marcatori |  |

| Arbitro: | Pinzani (Empoli) |

|                                          |           |                          |
| Guarín 4’ Belfodil 40’ Taïder 44’ (rig.) | Marcatori | 54’ Caccetta 90’ Madonia |

#### Fase finale
| Arbitro: | Calvarese (Teramo) |

|               |           |  |
| Maicosuel 32’ | Marcatori |  |

## Statistiche
Statistiche aggiornate al 18 maggio 2014.

### Statistiche di squadra
| Competizione | Punti | In casa | In casa | In casa | In casa | In casa | In casa | In trasferta | In trasferta | In trasferta | In trasferta | In trasferta | In trasferta | Totale | Totale | Totale | Totale | Totale | Totale | D.R. |
| Competizione | Punti | G       | V       | N       | P       | Gf      | Gs      | G            | V            | N            | P            | Gf           | Gs           | G      | V      | N      | P      | Gf     | Gs     | D.R. |
| ------------ | ----- | ------- | ------- | ------- | ------- | ------- | ------- | ------------ | ------------ | ------------ | ------------ | ------------ | ------------ | ------ | ------ | ------ | ------ | ------ | ------ | ---- |
| Serie A      | 60    | 19      | 8       | 9       | 2       | 27      | 18      | 19           | 7            | 6            | 6            | 35           | 21           | 38     | 15     | 15     | 8      | 62     | 39     | 23   |
| Coppa Italia | -     | 2       | 2       | 0       | 0       | 7       | 2       | 1            | 0            | 0            | 1            | 0            | 1            | 3      | 2      | 0      | 1      | 7      | 3      | 4    |
| Totale       | -     | 21      | 10      | 9       | 2       | 34      | 20      | 20           | 7            | 6            | 7            | 35           | 22           | 41     | 17     | 15     | 9      | 69     | 42     | 27   |

### Andamento in campionato
| Giornata  | 1 | 2 | 3 | 4 | 5 | 6 | 7 | 8 | 9 | 10 | 11 | 12 | 13 | 14 | 15 | 16 | 17 | 18 | 19 | 20 | 21 | 22 | 23 | 24 | 25 | 26 | 27 | 28 | 29 | 30 | 31 | 32 | 33 | 34 | 35 | 36 | 37 | 38 |
| --------- | - | - | - | - | - | - | - | - | - | -- | -- | -- | -- | -- | -- | -- | -- | -- | -- | -- | -- | -- | -- | -- | -- | -- | -- | -- | -- | -- | -- | -- | -- | -- | -- | -- | -- | -- |
| Luogo     | C | T | C | T | C | T | C | T | C | T  | T  | C  | T  | C  | C  | T  | C  | T  | C  | T  | C  | T  | C  | T  | C  | T  | C  | T  | C  | C  | T  | C  | T  | T  | C  | T  | C  | T  |
| Risultato | V | V | N | V | V | N | P | N | V | N  | V  | V  | N  | N  | N  | P  | V  | P  | N  | P  | N  | P  | V  | V  | N  | N  | V  | V  | P  | N  | N  | N  | V  | V  | N  | P  | V  | P  |
| Posizione | 2 | 2 | 3 | 3 | 2 | 4 | 4 | 5 | 4 | 4  | 4  | 4  | 4  | 4  | 4  | 5  | 5  | 6  | 5  | 5  | 5  | 6  | 5  | 5  | 5  | 5  | 5  | 5  | 5  | 5  | 5  | 5  | 5  | 5  | 5  | 5  | 5  | 5  |

Fonte:  Serie A – Classifiche, su sport.sky.it, Sky Sport. URL consultato il 7 settembre 2013 (archiviato dall'url originale l'11 settembre 2014).
Legenda:

Luogo: C = Casa; T = Trasferta. Risultato: V = Vittoria; N = Pareggio; P = Sconfitta.

### Statistiche dei giocatori
Sono indicati in corsivo i giocatori ceduti durante la stagione.
| Giocatore      | Serie A  | Serie A | Serie A     | Serie A    | Coppa Italia | Coppa Italia | Coppa Italia | Coppa Italia | Totale   | Totale | Totale      | Totale     |
| Giocatore      | Presenze | Reti    | Ammonizioni | Espulsioni | Presenze     | Reti         | Ammonizioni  | Espulsioni   | Presenze | Reti   | Ammonizioni | Espulsioni |
| -------------- | -------- | ------- | ----------- | ---------- | ------------ | ------------ | ------------ | ------------ | -------- | ------ | ----------- | ---------- |
| R. Álvarez     | 29       | 4       | 5           | 1          | 2            | 0            | 0            | 0            | 31       | 4      | 5           | 1          |
| M. Andreolli   | 4        | 1       | 1           | 0          | 2            | 0            | 0            | 0            | 6        | 1      | 1           | 0          |
| I. Belfodil    | 8        | 0       | 0           | 1          | 2            | 1            | 0            | 0            | 10       | 1      | 0           | 1          |
| F. Bonazzoli   | 1        | 0       | 0           | 0          | 1            | 0            | 0            | 0            | 2        | 0      | 0           | 0          |
| R. Botta       | 10       | 0       | 2           | 0          | 1            | 0            | 0            | 0            | 11       | 0      | 2           | 0          |
| E. Cambiasso   | 32       | 4       | 4           | 0          | 1            | 0            | 0            | 0            | 33       | 4      | 4           | 0          |
| H. Campagnaro  | 21       | 0       | 4           | 0          | 2            | 0            | 0            | 0            | 23       | 0      | 4           | 0          |
| A. Capello     | 0        | 0       | 0           | 0          | 0            | 0            | 0            | 0            | 0        | 0      | 0           | 0          |
| J. Carrizo     | 4        | -7      | 0           | 0          | 2            | -3           | 1            | 0            | 6        | -10    | 1           | 0          |
| L. Castellazzi | 0        | 0       | 0           | 0          | 0            | 0            | 0            | 0            | 0        | 0      | 0           | 0          |
| C. Chivu       | 0        | 0       | 0           | 0          | 0            | 0            | 0            | 0            | 0        | 0      | 0           | 0          |
| D. D'Ambrosio  | 11       | 0       | 0           | 0          | 0            | 0            | 0            | 0            | 11       | 0      | 0           | 0          |
| I. Donkor      | 0        | 0       | 0           | 0          | 1            | 0            | 0            | 0            | 1        | 0      | 0           | 0          |
| F. Guarín      | 32       | 4       | 5           | 0          | 3            | 0            | 0            | 0            | 35       | 4      | 5           | 0          |
| S. Handanovič  | 36       | -32     | 0           | 1          | 1            | 0            | 0            | 0            | 37       | -32    | 0           | 1          |
| Hernanes       | 14       | 2       | 3           | 0          | 0            | 0            | 0            | 0            | 14       | 2      | 3           | 0          |
| M. Icardi      | 22       | 9       | 1           | 0          | 1            | 0            | 0            | 0            | 23       | 9      | 1           | 0          |
| Jonathan       | 31       | 3       | 3           | 0          | 1            | 1            | 0            | 0            | 32       | 4      | 3           | 0          |
| J. Jesus       | 27       | 0       | 7           | 0          | 2            | 0            | 1            | 0            | 29       | 0      | 8           | 0          |
| M. Kovačić     | 32       | 0       | 2           | 0          | 3            | 0            | 1            | 0            | 35       | 0      | 3           | 0          |
| Z. Kuzmanović  | 15       | 0       | 2           | 0          | 1            | 0            | 0            | 0            | 16       | 0      | 2           | 0          |
| L. Maniero     | 0        | 0       | 0           | 0          | 0            | 0            | 0            | 0            | 0        | 0      | 0           | 0          |
| M. Mariga      | 0        | 0       | 0           | 0          | 0            | 0            | 0            | 0            | 0        | 0      | 0           | 0          |
| D. Milito      | 17       | 2       | 0           | 0          | 1            | 0            | 0            | 0            | 18       | 2      | 0           | 0          |
| G. Mudingayi   | 1        | 0       | 0           | 0          | 2            | 0            | 0            | 0            | 3        | 0      | 0           | 0          |
| Y. Nagatomo    | 34       | 5       | 3           | 0          | 2            | 0            | 0            | 0            | 36       | 5      | 3           | 0          |
| P. Olsen       | 0        | 0       | 0           | 0          | 1            | 0            | 0            | 0            | 1        | 0      | 0           | 0          |
| R. Palacio     | 37       | 17      | 4           | 0          | 2            | 2            | 1            | 0            | 39       | 19     | 5           | 0          |
| Á. Pereira     | 5        | 0       | 2           | 0          | 2            | 0            | 1            | 0            | 7        | 0      | 3           | 0          |
| A. Polo        | 0        | 0       | 0           | 0          | 0            | 0            | 0            | 0            | 0        | 0      | 0           | 0          |
| G. Puscas      | 0        | 0       | 0           | 0          | 0            | 0            | 0            | 0            | 0        | 0      | 0           | 0          |
| A. Ranocchia   | 24       | 1       | 9           | 0          | 2            | 1            | 0            | 0            | 26       | 2      | 9           | 0          |
| Rolando        | 29       | 4       | 4           | 0          | 0            | 0            | 0            | 0            | 29       | 4      | 4           | 0          |
| W. Samuel      | 14       | 2       | 9           | 0          | 1            | 0            | 0            | 0            | 15       | 2      | 9           | 0          |
| S. Taïder      | 25       | 1       | 3           | 0          | 1            | 1            | 0            | 0            | 26       | 2      | 3           | 0          |
| Wallace        | 3        | 0       | 0           | 0          | 1            | 0            | 0            | 0            | 4        | 0      | 0           | 0          |
| J. Zanetti     | 12       | 0       | 0           | 0          | 1            | 0            | 0            | 0            | 13       | 0      | 0           | 0          |

## Giovanili

### Piazzamenti

#### Primavera
- Campionato Primavera: 4º posto nel girone B, semifinalista.
- Coppa Italia Primavera: semifinalista.
- Torneo di Viareggio: ottavi di finale.